# Церковь Симеона Богоприимца (Великий Новгород)
Церковь Симео́на Богоприи́мца — недействующий православный храм в Великом Новгороде на территории бывшего Зверин-Покровского монастыря.

## История
Каменная церковь Симеона была построена 1468 году (в летописи — 6975 год) на месте одноименной деревянной. Первый Симеоновский храм был поставлен «тщанием» архиепископа Ионы и силами новгородцев на месте скудельницы — коллективного захоронения умерших от чумы горожан. Деревянный храм был «обыденным», то есть срубленным за один день 1 октября 1467 года по обету, во избавление от морового поветрия. Однако мор (названный в летописи Симеоновским) не прекратился, в июне был поставлен каменный храм, освященный ровно через год после деревянного, 1 октября, на Покров Богородицы. Расписан храм был, видимо, летом того же 1468 года. Роспись представляет собой полную годовую минею — изображения святых в календарном порядке: с сентября по август, от дня Симеона Столпника до дня Положения пояса Богородицы.
По́зднее (1661 года) граффити в дьяконнике рассказывает легенду о создании храма: «В лето 6975 бысть мор въ Великом Новигороди, въ Старыя Русы и в Новой, и во всех пятинах Новгородцькой области. В Неревском конци за городом во Звиринцы монастыри у Покрова Богородицы бысть скуделня велия близ церькви. Божьим попущением преставилось в Великом Новигороди от смертоносныя язвы 48482 человеки, а монастырех игуменов и старцов и в девичьих игуменей и стариц и крестиан 7652 человики. И в то поветрие явись на сем мисти на скуделни образ Симион Богоприимец. Аще бы не было б явления святаго Семиона было бы мерзость и запустение граду и всем пяти пятинам, да извисно написано в книги в часословцы подлинно. Богу нанему слава во векы аминь. Лита 1661»

## Описание
Церковь Симеона Богоприимца — последний датированный храм независимого Новгорода. Он небольшой (8 на 8 м), одноглавый, с одной апсидой и деревянным межэтажным перекрытием, отделяющим подцерковье от основного объема. Фасады делятся на три части узкими лопатками и декорированы бровками с зубцами, поясками бегунца и поребрика в тимпанах.

Фасадный декор

На ктиторской фреске архиепископ Иона держит в руках модель храма с необычным завершением фасадов — шестнадцатискатным, нигде больше в Новгороде не отмеченным. Однако роспись эта поновлена в позднее время (возможно, даже в XVIII веке), а при изучении храма архитекторы-реставраторы не смогли обнаружить следы ни такого, ни какого-то другого завершения. Поэтому сейчас восстановлено восьмискатное завершение, характерное для других новгородских храмов этого периода.
Ко времени обновления храма в 1654 году относятся все главные перестройки — переложение сводов и купола, алтарной конхи, растеска окон.
В XVII или XVIII веке в храме появились хоры, что стало причиной утраты большей части фресок на западной стене.
Сейчас вход в храм устроен из западной пристройки середины XIX века, а изначально на второй этаж, в церковь, заходили по деревянному крыльцу с западной стороны.
Храм пострадал во время Великой Отечественной войны, хотя и не так существенно, как другие новгородские церкви. В 1965—1967 годах была проведена реставрация (по руководством Григория Штендера) с сохранением некоторых поздних элементов (завершение фасадов, форма главы) и восстановлена связевая система и межэтажное перекрытие.
В настоящее время церковь является музейным объектом и открыта для посещения. В западной поздней пристройке к церкви расположена выставка «Памятники архитектуры Неревского конца».

## Фресковый ансамбль

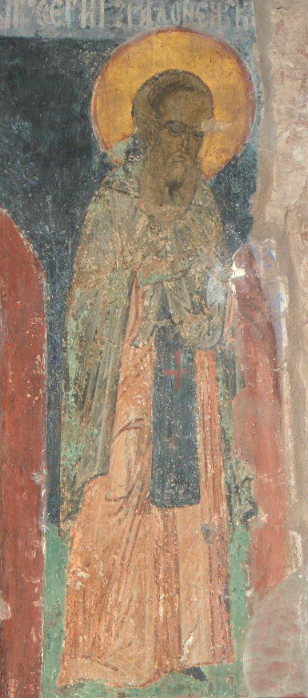
Святой Сергий Радонежский, фреска храма, 1468 г.

Купол, барабан и алтарная часть церкви Симеона Богоприимца расписаны традиционно, а вот в основном объёме нет привычных праздничных циклов, а все стены покрыты представленными в календарном порядке полуфигурными изображениями святых (кроме западных граней алтарных столбов — здесь был установлен высокий иконостас).
В XVII веке роспись была поновлена в обветшавших местах, и заново написана там, где пришлось сделать перестройки — в куполе, на сводах, в конхе. Тогда же были переписаны ростовые фигуры святых у южного и северного окон. Художники действовали деликатно, стараясь не изменять систему росписи XV века.
Поновлялись фрески и в XVIII веке.
Снова храм расписали в середине XIX столетия, уже не сохраняя первоначальный художественный замысел. Люнеты украсили большими композициями «Сретение», «Ветхозаветная Троица», «Рождество Богородицы» а алтарную конху — изображением Троицы в изводе «Отечество».
В 1944—1948 годах П. М. Юкин, а затем Е. М. Брягин и Е. А. Домбровская расчистили из-под поздних записей часть фресок XV века.
В ходе реставрационных работ 1971—1975 годов была расчищена большая часть фресок, а памятник подготовлен к музейной экспозиции.
В тех местах, где авторский слой был сильно поврежден, реставраторы сохранили поздние поновления. Таким образом, хотя бо́льшая часть сохранившихся фресок все же относится к XV веку, в нынешнем виде росписи церкви Симеона Богоприимца являются разновременным памятником.
Оригинальные надписи, выполненные белилами, до наших дней не дошли, сохранились лишь некоторые из тех, что были написаны черным в охристых медальонах. Большая часть надписей исчезла, по-видимому, уже к XVII веку, и новые имена святых месяцеслова почти никогда не соответствуют первоначальному замыслу.
Симеоновский месяцеслов был расшифрован Н. Н. Герасимовым, участвовавшим (ещё студентом Академии художеств) в реставрации фресок и опубликовавшем в 1979 году статью с описанием календаря.

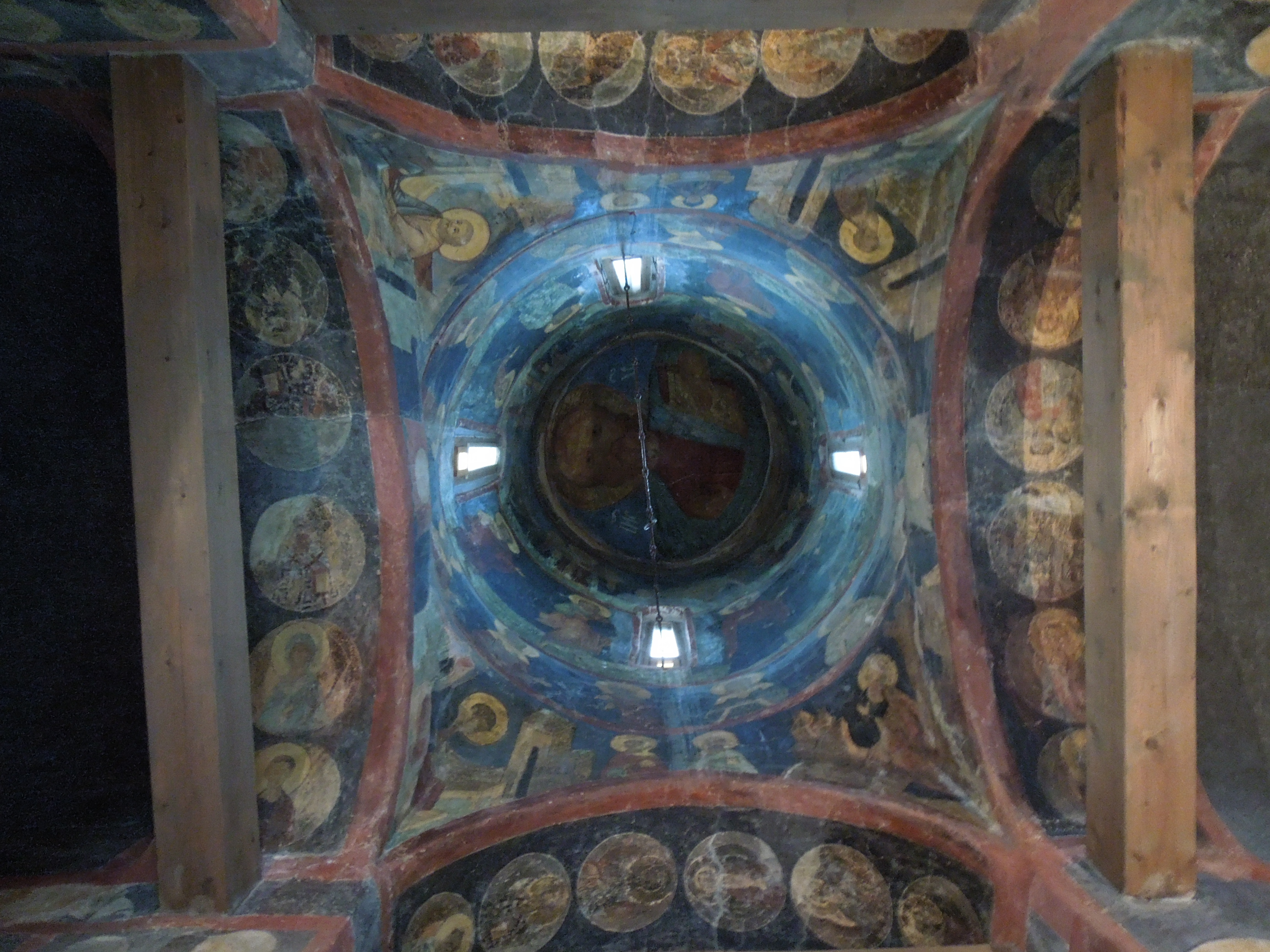
Подкупольное пространство храма

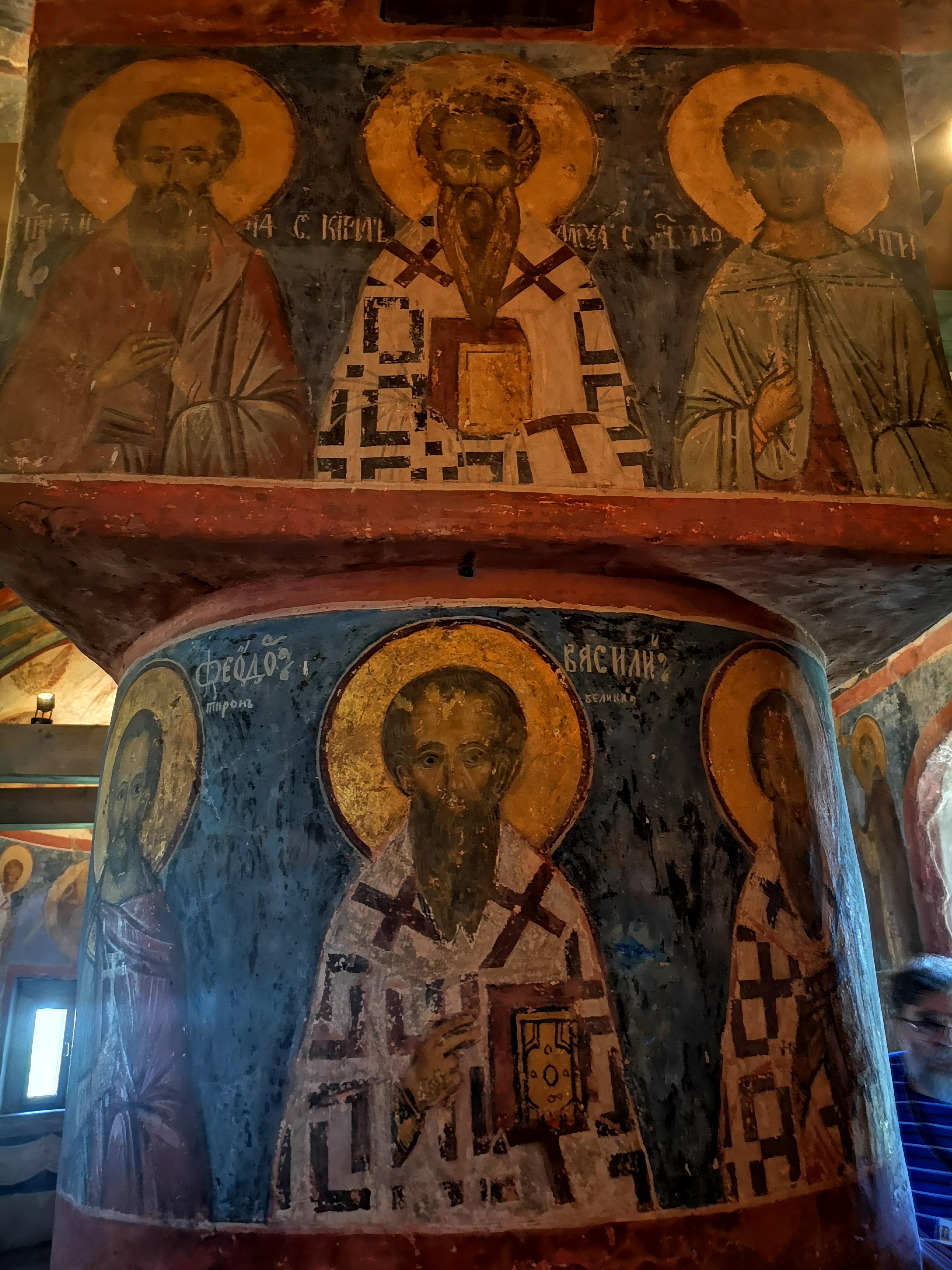
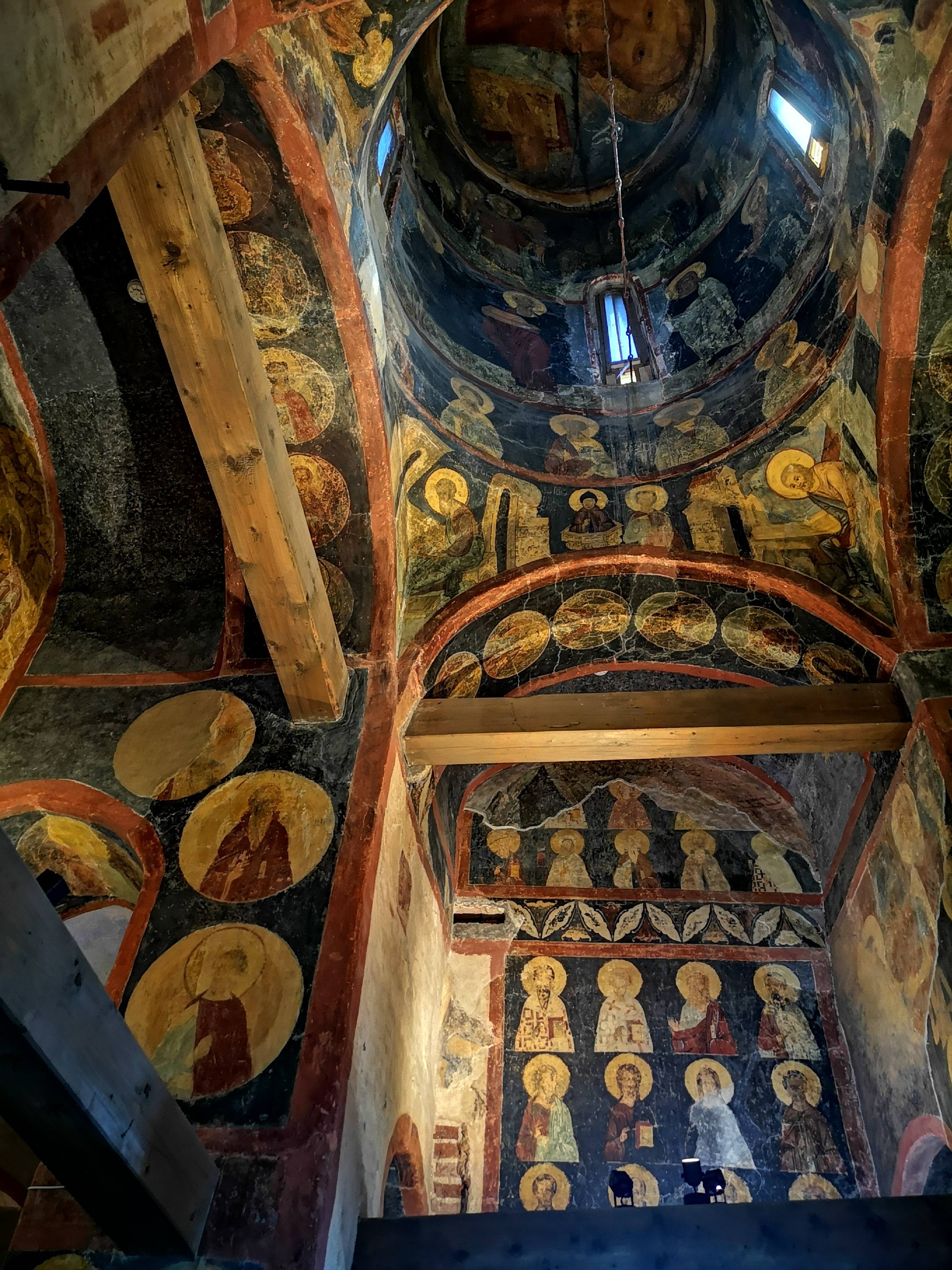
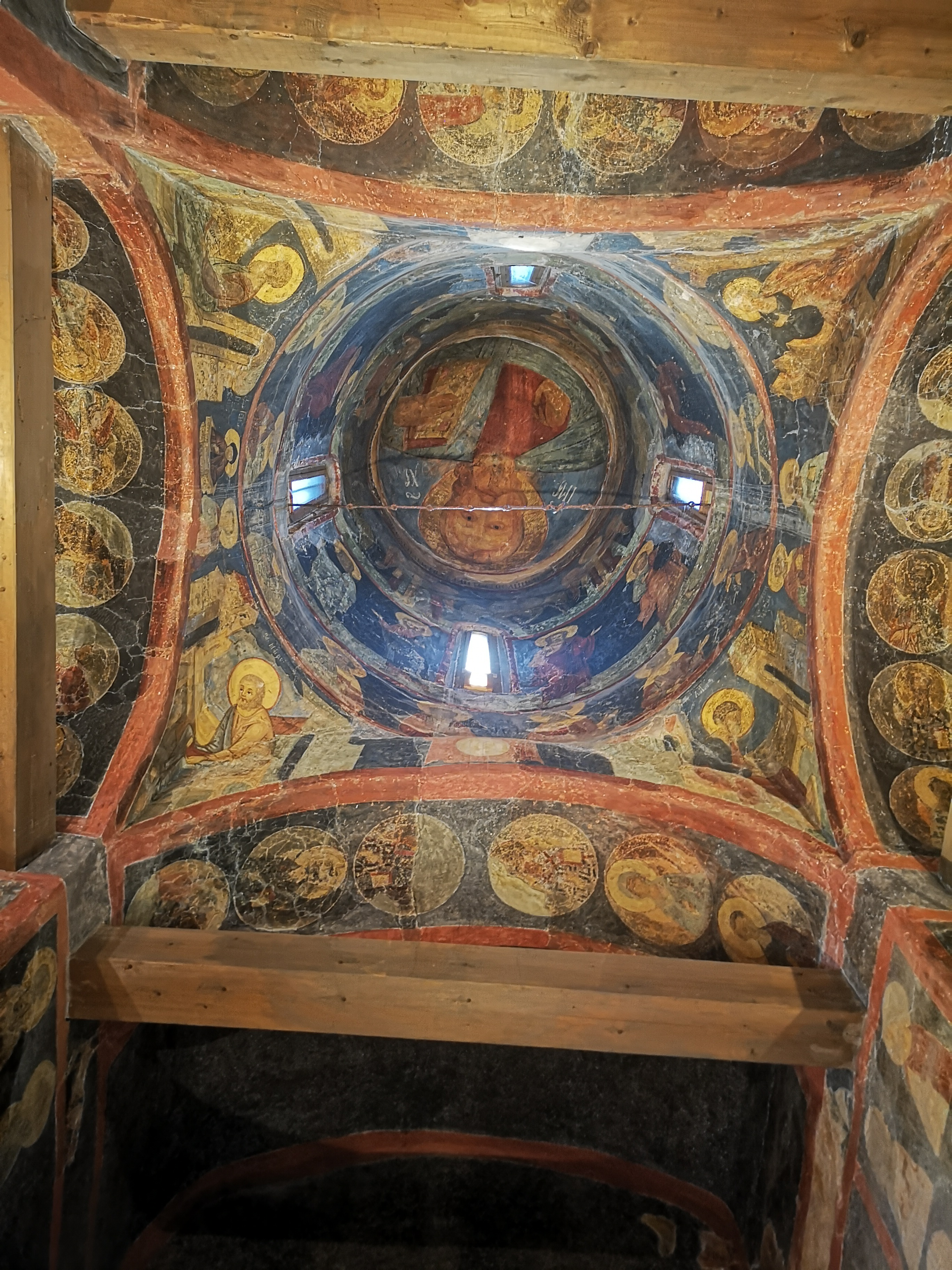
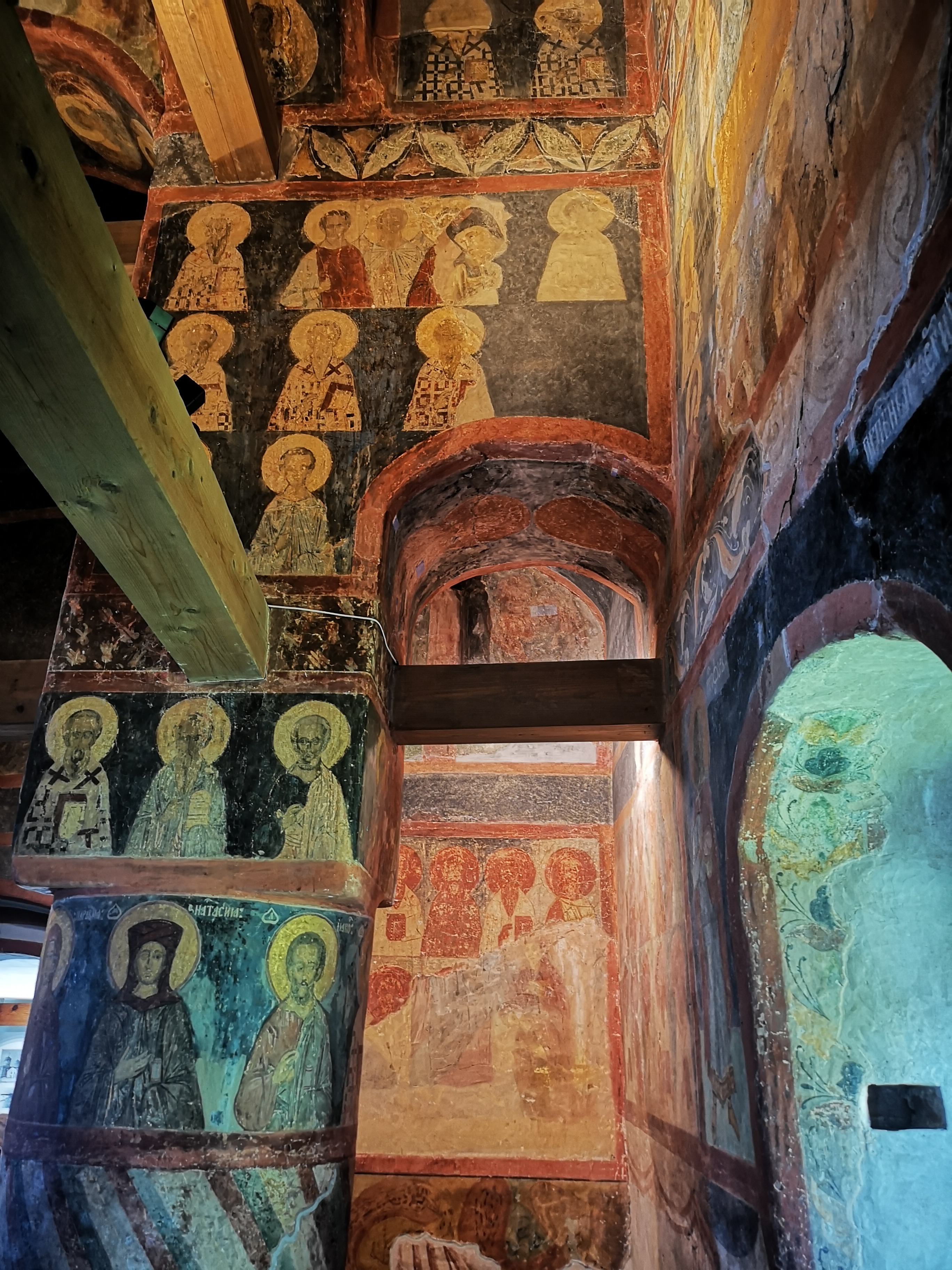
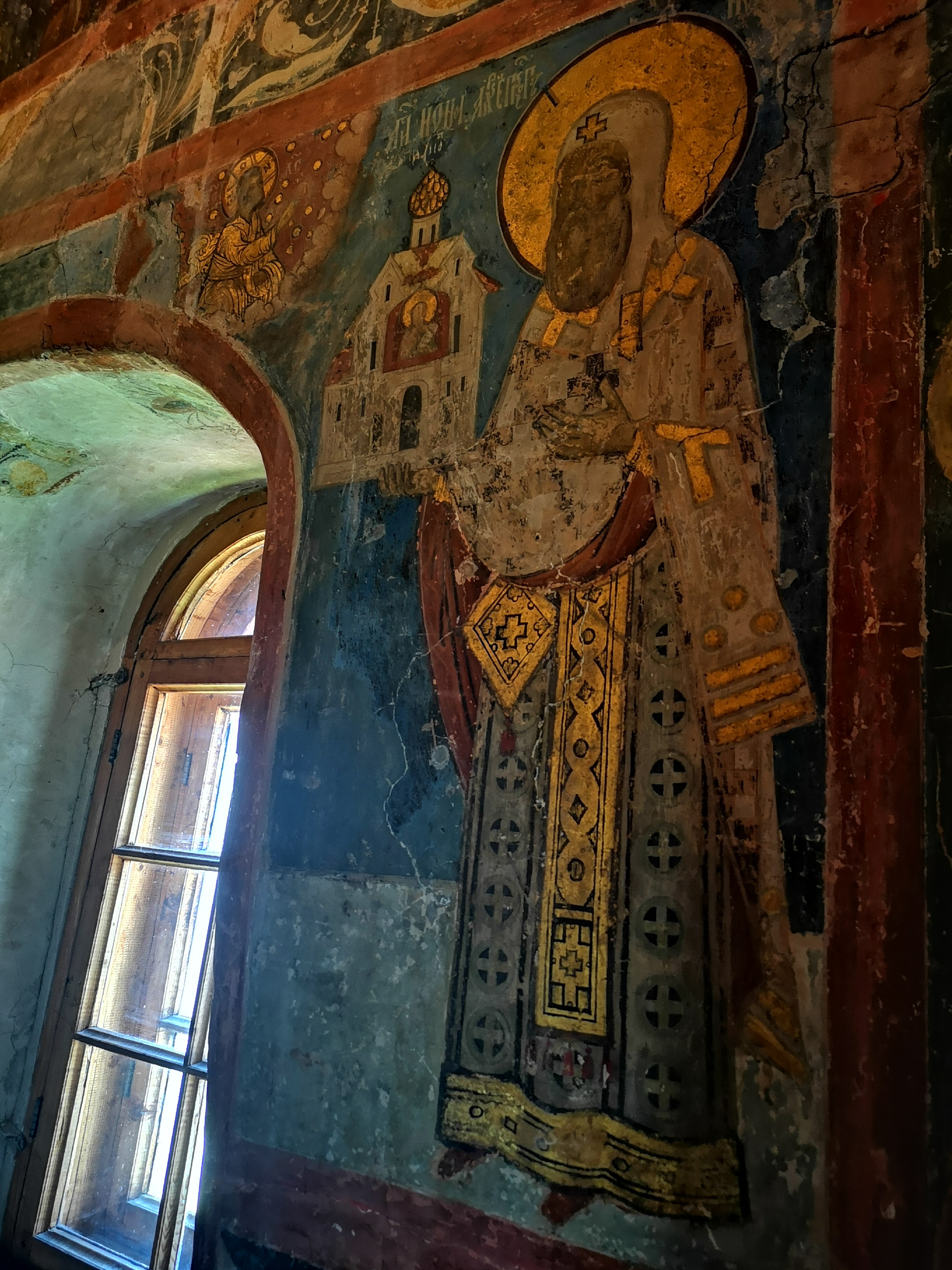